# Feldlinse
Eine Feldlinse oder Kollektivlinse ist eine Konvexlinse, die in optischen Instrumenten mit Zwischenbild am Ort des Zwischenbildes angebracht werden kann, um die Austrittspupille der vorhergehenden Stufe auf die Eintrittspupille der nachfolgenden Stufe abzubilden. Dadurch wird es nicht nötig, den Durchmesser der nachfolgenden Stufe zu vergrößern, um Vignettierung oder gar Einschränkung des Gesichtsfeldes zu vermeiden. Die Abbildung wird durch die Feldlinse nicht geändert, wenn sie genau am Ort des Zwischenbildes steht.
Mehrstufige Systeme mit Zwischenbild sind z. B. Fernrohre und Mikroskope. In ihnen werden Feldlinse und Okularlinse (die nachfolgende Stufe) zu einem Bauteil, dem Okular, zusammengefasst, was erstmals um 1850 bei der Entwicklung des Kellner-Okulars erfolgte.
Eine spezielle Feldlinse ist die Kondensorlinse. Sie bildet die Leuchtfläche der Lampe vergrößert auf das Objektiv ab, welches das Objekt (z. B. ein Dia) projiziert. Dadurch wird dessen Eintrittspupille vergrößert, wodurch die Bildhelligkeit verbessert wird.

Astronomisches Fernrohr mit und ohne Feldlinse.
a Objektivlinse, b Feldlinse, c Okular, d Augenlinse, x reelles Zwischenbild

Die Abbildung zeigt ein astronomisches Fernrohr mit und ohne Feldlinse. In beiden Fällen sind die Strahlengänge der obersten und untersten gerade noch sichtbaren Bildpunkte eingezeichnet. Ohne Feldlinse wird dem Auge nur ein kleiner kreisförmiger Bereich des Zwischenbildes zugeführt, das außerdem vignettiert (nicht scharf begrenzt) ist; er hat den Eindruck eines Tunnelblicks. Um dem Beobachter das gesamte Zwischenbild zugänglich zu machen, wird eine Feldlinse beim Zwischenbild angebracht. Dadurch werden auch Strahlen vom äußeren Teil des Zwischenbildes in Richtung des Okulars gelenkt und vergrößern schließlich das Gesichtsfeld.
Ein Fernrohr mit Feldlinse und geringer Vergrößerung nennt man Sehrohr. Es wird in U-Booten  als Periskop verwendet, um während des Tauchgangs unerkannt über die Wasseroberfläche blicken zu können. Mit Hilfe von Feldlinsen wird dabei erreicht, einen möglichst großen Ausschnitt des Horizontes im Blickfeld zu behalten.